# José de Ávila Bettencourt Júnior

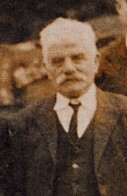
José de Ávila Bettencourt Júnior.

José de Ávila Bettencourt Júnior (Toledo (Velas), ilha de São Jorge, Açores, Portugal, 30 de Junho de 1881 – Toledo (Velas), ilha de São Jorge, Açores, Portugal, 16 de Maio de 1965) foi produtor Agrícola em terras próprias e militar do exército português na especialidade de infantaria.

## Biografia
Prestou serviço no exército português Regimento de Guarnição nº 1, aquartelado na Fortaleza de São João Baptista, no Monte Brasil, junto à cidade de Angra do Heroísmo.
Foi um médio detentor de terras no Norte da ilha de São Jorge, designadamente na localidade do Toledo (Velas) onde produzia vários géneros de cereais, desde o trigo ao milho, passando pela cevada que eram exportados para o continente português para produção de farinhas e álcool.
Tinha igualmente grandes áreas de fajã na costa Norte da ilha de São Jorge, nomeadamente na Fajã Rasa, Fajã da Ponta Furada, fajã de Vasco Martins, e Fajã de Manuel Teixeira, onde produzia vinho de várias castas, particularmente da casta conhecida regionalmente, como “Vinho de cheiro”, que era vendido predominantemente na vila das Velas. 
Nessas fajãs, em locais específicos do ponto de vista de adaptação Ambiental, autênticos biótopos específicos das fajãs,  e que eram chamados “fontes de inhames” produzia inhames de grande qualidade que eram vendidos em diferentes locais da ilha com predominância para a vila das Velas.
O inhame ao longo dos séculos sempre foi tido como uma planta de grande valor económico, e embora estando dedicada principalmente à alimentação popular chegou a estar ligado ao acontecimento que ficou conhecido como Revolta dos inhames.

## Relações Familiares
Foi filho de Manuel de Ávila Bettencourt (24 de Dezembro de 1827, Toledo (Velas), Santo Amaro, ilha de São Jorge – 28 de Julho de 1908, Toledo (Velas), Santo Amaro, ilha de São Jorge) e D. Rosa Emília do Coração de Jesus (22 de Fevereiro de 1840, Toledo (Velas), Santo Amaro, ilha de São Jorge). 
Casou em 8 de Novembro de 1911 no Toledo (velas), ilha de São Jorge, com D. Mariana de Oliveira Bettencourt, (14 de Agosto de 1894 – 7 de Maio de 1972, Toledo (Velas), Santo Amaro, ilha de São Jorge) de quem teve 10 filhos:
1. D. Maria Teresa Bettencourt (1 de Janeiro de 1931 – ?]]  casada com José Inácio Bettencourt da Silveira.
2. D. Maria de Fátima Bettencourt (5 de Janeiro de 1936 -?) casada com Trajano Bettencourt de Oliveira.
3. João Ávila de Bettencourt, casado com Maura de Lemos.
4. António Ávila Bettencourt, (15 de julho de 1929 -?) casado com Maria Faustina Enes
5. D. Ana Evangelina Bettencourt (30 de Novembro de 1922 - ?) casada com José Inácio Bettencourt.
6. D. Rosa Emília do Coração de Jesus (3 de Abril de 1920 -?) casada com Manuel Inácio Bettencourt da Silveira.
7. D. Isabel Josefa de Bettencourt (27 de Maio de 1916 -?) casada com Manuel Francisco do Coração de Jesus.
8. Manuel Ávila Bettencourt (6 de Dezembro de 1913 -?) casado com Maria da Conceição Teixeira Ávila.
9. D. Maria Ávila de Bettencourt (26 de Setembro de 1912 -?) casada com Manuel Inácio da Silveira.
10. Maria Inácio Lurdes (3 de Agosto de 1910 -?), casou com João Teixeira Bettencourt.